# 若昂維埃拉和波伊朗國家公園
10°58′N 15°41′W / 10.97°N 15.69°W
若昂維埃拉和波伊朗國家公園（葡萄牙語：Parque Nacional Marinho João Vieira e Poilão）是幾內亞比索的國家公園，位於該國西南部，成立於2000年8月，面積495平方公里，有綠蠵龜、玳瑁、欖蠵龜等海龜出沒。